# بهداری
بهداری به مکانی گفته می‌شود که در محیط پادگان‌های آجا ، سپاه و فراجا جهت درمان و ارائه امکانات اولیه بهداشتی و درمانی به سربازان در دوره خدمت ضرورت استفاده می‌شود. گاهی به عملکرد بهداری‌های نظامی در زمینه ارائه خدمات انتقادهایی صورت گرفته است.

به علت گستردگی وسیع کاری فراجا در سطح کشور،بیشترین تعداد بهداری‌ها به نیروی انتظامی اختصاص دارد.